# 大場村 (岐阜県)
大場村（おおばむら）は、かつて岐阜県養老郡に存在した村である。
現在の養老郡養老町大場に該当する。
当村発足時は多芸郡の村であったが、郡制施行後、養老郡の村となっている。

## 歴史
- 1889年（明治22年）7月1日 - 町村制により、大場村発足。
- 1897年（明治30年）4月1日[1] - 郡制に基づき多芸郡の一部と上石津郡が合併し養老郡となる。当村養老郡の村となる。
- 1897年（明治30年）4月1日 - 大巻村、根古地村、根古地新田、釜段村、駒野新田と合併し、池辺村発足。同日大場村は廃止。